# Антон Мадейський
Анто́н Маде́йський (пол. Antoni Franciszek Mieczysław Madeyski * 16 жовтня 1862, с. Велика Фосня, Овруцького повіту, Волинської губернії — † 2 лютого 1939 Рим) — скульптор, медальєр, художник, автор зображень, викарбованих на монетах міжвоєнного періоду Польщі.